# Salix gonggashanica
Salix gonggashanica är en videväxtart som beskrevs av C.F. Fang och A.K. Skvortsov. Salix gonggashanica ingår i släktet viden, och familjen videväxter. Inga underarter finns listade i Catalogue of Life.